# Sottjärnen (Haverö socken, Medelpad)
Sottjärnen är en sjö i Ånge kommun i Medelpad och ingår i Ljungans huvudavrinningsområde. Sjöns area är 0,056 kvadratkilometer och den befinner sig 290 meter över havet.